# زيروكس
زيروكس، Xerox Holdings Corporation (/ ˈzɪərɒks /؛ المعروفة أيضًا باسم Xerox) هي شركة أمريكية تبيع منتجات وخدمات المستندات المطبوعة والرقمية في أكثر من 160 دولة. يقع المقر الرئيسي لشركة زيروكس في نوروولك، كونيتيكت (بعد أن انتقلت من ستامفورد، كونيتيكت، في أكتوبر 2007)،  على الرغم من أن أكبر عدد من موظفيها يقع حول روتشستر، نيويورك، المنطقة التي تأسست فيها الشركة. اشترت الشركة أفيلييتد كمبيوتر سيرفسس مقابل 6.4 مليار دولار في أوائل عام 2010. وباعتبارها شركة كبيرة مطورة، فقد تم وضعها باستمرار في قائمة فورشن 500 شركة.
في 31 ديسمبر 2016، قامت زيروكس بفصل عمليات خدمة العمليات التجارية الخاصة بها، وبشكل أساسي تلك العمليات التي تم الحصول عليها من خلال شراء أفيلييتيد كمبيوتر سيرفسس، إلى شركة جديدة مطروحة للتداول العام، كيندوند. تركز زيروكس على تقنية المستندات وأعمال تعهيد المستندات، وتواصل التداول في بورصة نيويورك. اخترع الباحثون في زيروكس ومركز بالو ألتو للأبحاث التابع لها العديد من العناصر المهمة للحوسبة الشخصية، مثل استعارة سطح المكتب GUI وفأرة الكمبيوتر  وحوسبة سطح المكتب. تم تبني المفاهيم من قبل شركة أبل ومايكروسوفت فيما بعد. أصدرت زيروكس نظام النشر المكتبي 6085 في عام 1986، قبل آي بي إم ومايكروسوفت، ولكن نظام تشغيل رديء، محرك أقراص ثابت قديم (محرك أقراص 20 ميجابايت يزن أكثر من 40 رطلاً / 18 كجم)، وبرنامج ضعيف (المستندات مرقمة بواحدة في الثانية) النموذج، حيث قدمت برامج نظام التشغيل وأجهزة أبل ومايكروسوفت وظائف أكبر بكثير. أصدرت زيروكس أيضًا طابعة ليزر سطح المكتب 4045 يمكن أن تطبع خراطيشها 50000 صفحة (بدلاً من 5000)، لكن النموذج لم يرق أبدًا، وتخلت زيروكس عن الجهود المستقبلية للتركيز بشكل أكبر على أعمالها الأساسية.[بحاجة لمصدر]

## التاريخ
تأسست زيروكس في عام 1906 في مدينة روتشستر بنيويورك تحت اسم شركة هالويد للتصوير الفوتوغرافي. قامت بتصنيع ورق ومعدات التصوير الفوتوغرافي. في عام 1938، اخترع الفيزيائي تشيستر كارلسون، الذي يعمل بشكل مستقل، عملية لطباعة الصور باستخدام صفيحة معدنية مطلية بالموصل الضوئي مشحونة كهربائيًا  ومسحوق جاف «مسحوق الحبر». ومع ذلك، سيستغرق الأمر أكثر من 20 عامًا من التحسين قبل أن يتم تسويق أول آلة مؤتمتة لعمل النسخ، باستخدام وحدة تغذية المستندات، ومسح الضوء، وأسطوانة دوارة. جوزيف سي ويلسون، المعروف باسم «مؤسس شركة زيروكس»، تولى منصب هالويد من والده. لقد رأى الوعد لاختراع كارلسون، وفي عام 1946، وقع اتفاقية لتطويره كمنتج تجاري. ظل ويلسون رئيسًا/ مديرًا تنفيذيًا لشركة زيروكس حتى عام 1967 وشغل منصب رئيس مجلس الإدارة حتى وفاته في عام 1971. بحثًا عن مصطلح يميز نظامه الجديد، صاغ هالويد المصطلح زيروجرافي من جذور يونانية تعني «الكتابة الجافة». غيرت هالويد اسمها إلى هالويد زيروكس عام 1958 ثم شركة زيروكس عام 1961. قبل إطلاق 914، اختبرت زيروكس السوق من خلال تقديم نسخة مطورة من النموذج الأولي للمعدات التي يتم تشغيلها يدويًا والمعروفة باسم فلات بليت 138. لم يكن 1385 في الواقع آلة نسخ قابلة للتطبيق بسبب بطء تشغيلها. نتيجة لذلك، تم بيعها كصانع لوحات لـ أدريسوغراف- ملتي غراف مولتيليث 1250 وماكينات طباعة الأوفست ذات التغذية بالورق في سوق طباعة الأوفست الحجرية. لقد كانت أكثر بقليل من كاميرا لوحية عالية الجودة ومتاحة تجاريًا تم تركيبها ككاميرا منبر أفقي، مع إضاءة غامرة للصور ومؤقت. تم استبدال الفيلم / اللوح الزجاجي بصفيحة ألمنيوم مطلية بالسيلينيوم. حولت الكهرباء الذكية هذا إلى بديل سريع التطور وقابل لإعادة الاستخدام للفيلم. يمكن للمستخدم الماهر إنتاج لوحات طباعة سريعة من الورق والمعدن بجودة أعلى من أي طريقة أخرى تقريبًا. بعد أن بدأت كمورد لصناعة نسخ الأوفست الحجرية، تضع زيروكس الآن نصب عينيها على الاستحواذ على بعض حصة الأوفست في السوق. تبعت طابعة 1385 أول طابعة تصوير زيروجرافي أوتوماتيكية، وهي كوبي فلو، في عام 1955. كانت كوبي فلو طابعة ميكروفيلم كبيرة يمكنها إنتاج مطبوعات إيجابية على بكرة الورق من أي نوع من أنواع الميكروفيلم السلبية. بعد كوبي فلو، تم تقليص العملية لإنتاج طابعة ميكروفيلم 1824. في حوالي نصف الحجم والوزن، تُطبع هذه الآلة الكبيرة الحجم على ورق مقطوع يتم تغذيته يدويًا والذي تم سحبه خلال العملية بواسطة أحد قضبان القابض. كان من المفترض أن تصبح النسخة المصغرة من نظام تغذية القابض هذا أساسًا لماكينة النسخ المكتبية 813.

### زيروكس 914
برزت الشركة في عام 1959 مع طرح زيروكس 914  «المنتج الفردي الأكثر نجاحًا على الإطلاق.» تم تطوير آلة التصوير 914، وهي أول آلة تصوير على الورق العادي، بواسطة كارلسون وجون إتش ديساور؛  كانت شائعة جدًا لدرجة أنه بحلول نهاية عام 1961 حققت زيروكس ما يقرب من 60 مليون دولار من العائدات. تم بيع المنتج من خلال حملة إعلانية مبتكرة تظهر أنه حتى القرود يمكنها عمل نسخ بلمسة زر واحدة- ستصبح البساطة أساس منتجات زيروكس وواجهات المستخدم. قفزت الإيرادات إلى أكثر من 500 مليون دولار بحلول عام 1965.

### طابعة كمبيوتر زيرونيك
في عام 1956، شكلت هالويد مشروعًا مشتركًا في المملكة المتحدة مع منظمة رانك Rank Organization التي تم تكليف فرع رانك بريسشن اندستري المحدودة. التابع لها بمهمة إنشاء المنتجات الأمريكية. واصلت شركة رانكز بريسشن اندستري تطوير طابعة الكمبيوتر زيرونيك وتم إنشاء رانك داتا سيستمز المحدودة لطرح المنتج في السوق. استخدمت أنابيب أشعة الكاثود لتوليد الأحرف ويمكن تراكب الأشكال من صور الميكروفيلم. في البداية، خططوا لشركات كمبيوتر فيرانتي وأية إي آي لبيع زيرونيك كطرف على الإنترنت، ولكن بسبب مشاكل الواجهة، تحولت رانك إلى تقنية الشريط المغناطيسي خارج الخط. في عام 1962، قدمت شركة ليون للكمبيوتر المحدودة. طلبًا للاستخدام مع كمبيوتر ليو 3 الخاص بهم، وتم تسليم الطابعة في عام 1964. لقد طبعت 2888 سطرًا في الدقيقة، وهي أبطأ من الهدف البالغ 5000 خط في الدقيقة.

### الستينيات
في الستينيات، احتلت زيروكس موقعًا مهيمنًا في سوق آلات التصوير،  وتوسعت الشركة بشكل كبير، مما جعل أصحاب الملايين من بعض المستثمرين الذين عانوا طويلًا والذين رعوا الشركة خلال مرحلة البحث والتطوير البطيئة للمنتج. في عام 1960، تم افتتاح مرفق أبحاث زيروجرافي يسمى مركز ويلسون للأبحاث والتكنولوجيا في ويبستر، نيويورك. في عام 1961، غيرت الشركة اسمها إلى شركة زيروكس. تم إدراج أسهم زيروكس العادية (إكس دي إكس) في بورصة نيويورك للأوراق المالية في عام 1961  وفي بورصة شيكاغو للأوراق المالية في عام 1990. في عام 1963، قدمت زيروكس زيروكس 813، أول آلة نسخ للورق العادي على سطح المكتب، محققة رؤية كارلسون لآلة نسخ يمكن وضعها في مكتب أي شخص. بعد عشر سنوات، في عام 1973، تبع ذلك آلة تصوير أساسية، تناظرية، ملونة، تعتمد على 914. تم تسريع 914 نفسها تدريجياً لتصبح 420 و 720. تم تطوير 813 بالمثل إلى 330 و 660 منتجًا، وفي النهاية أيضًا طابعة الميكروفيش المكتبية 740. كانت أولى محاولات زيروكس للنسخ، على عكس النسخ، مع زيروكس 2400، الذي تم تقديمه في عام 1966. يشير رقم الطراز إلى عدد المطبوعات التي تم إنتاجها في ساعة واحدة. على الرغم من أنها ليست بنفس سرعة طباعة الأوفست، فقد قدمت هذه الآلة أول وحدة تغذية مستندات أوتوماتيكية في الصناعة، وآلة تقطيع وثقب الورق، وآلة تجميع (فارز). سرعان ما تم تسريع هذا المنتج بنسبة خمسين بالمائة ليصبح زيروكس 3600 ناسخة. في غضون ذلك، كان فريق مختبر صغير يستعير 914 آلة نسخ ويعدلها. كان المعمل يطور ما أطلق عليه تصوير الزيروغرافيا لمسافات طويلة (إل دي إكس) لربط اثنين من آلات التصوير باستخدام شبكة الهاتف العامة، بحيث يمكن طباعة المستند الممسوح ضوئيًا على جهاز واحد على الآخر. تم تقديم نظام إل دي إكس في عام 1964. وبعد عدة سنوات، بدأ هذا العمل يؤتي ثماره في آلات زيروكس عن بعد، التي تعتبر أساسية لأجهزة الفاكس اليوم. تتوافق عملية الفاكس في آلات التصوير متعددة الوظائف اليوم مع رؤية كارلسون الأصلية لهذه الأجهزة. في عام 1968، أصبح سي. بيتر ماكولو، وهو مسؤول تنفيذي قديم في هالويد وزيروكس، الرئيس التنفيذي لشركة زيروكس. في نفس العام، عززت الشركة مقرها الرئيسي في ميدان زيروكس في وسط مدينة روتشستر، نيويورك، ببرج زيروكس المكون من 30 طابقًا.

شرعت زيروكس في سلسلة من عمليات الاستحواذ. اشترت شركة جامعة ميكروفيلم الدولية في عام 1962، والأنظمة الكهروضوئية في عام 1963، وآر آر بوكر في عام 1967. وفي عام 1969، استحوذت زيروكس على أنظمة البيانات العلمية (إس دي إس)،  والتي أعادت تسمية قسم أنظمة بيانات زيروكس (إكس دي أس) والتي أنتجت خط سيقما وخليفته إكس دي أس 5 إكس إكس من أجهزة الكمبيوتر المركزية في الستينيات والسبعينيات. باعت زيروكس إكس دي أس لشركة هوني ويل في عام 1975.

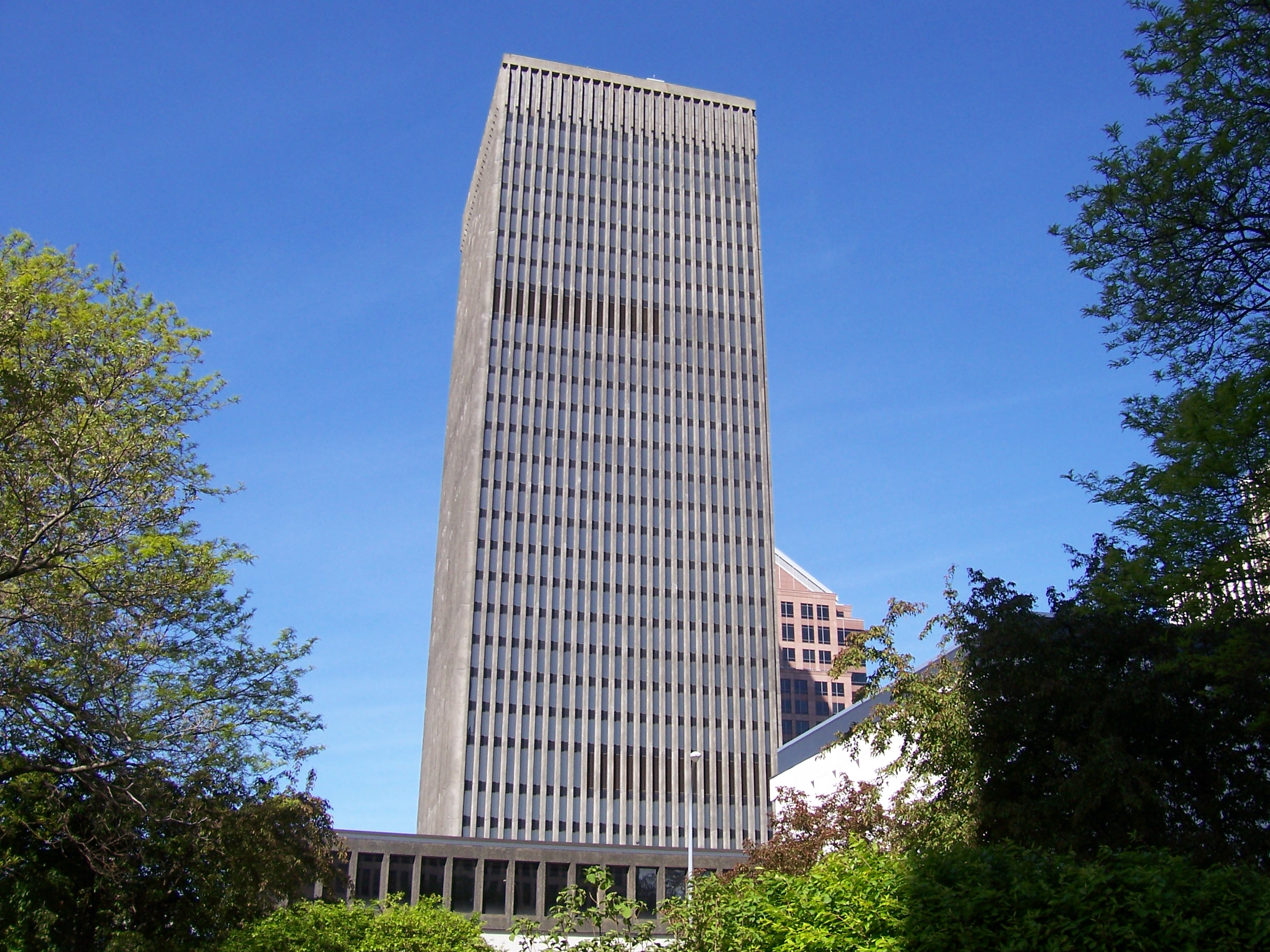
عمل برج زيروكس في مدينة روتشستر بنيويورك كمقر رئيسي من عام 1968 إلى عام 1969.
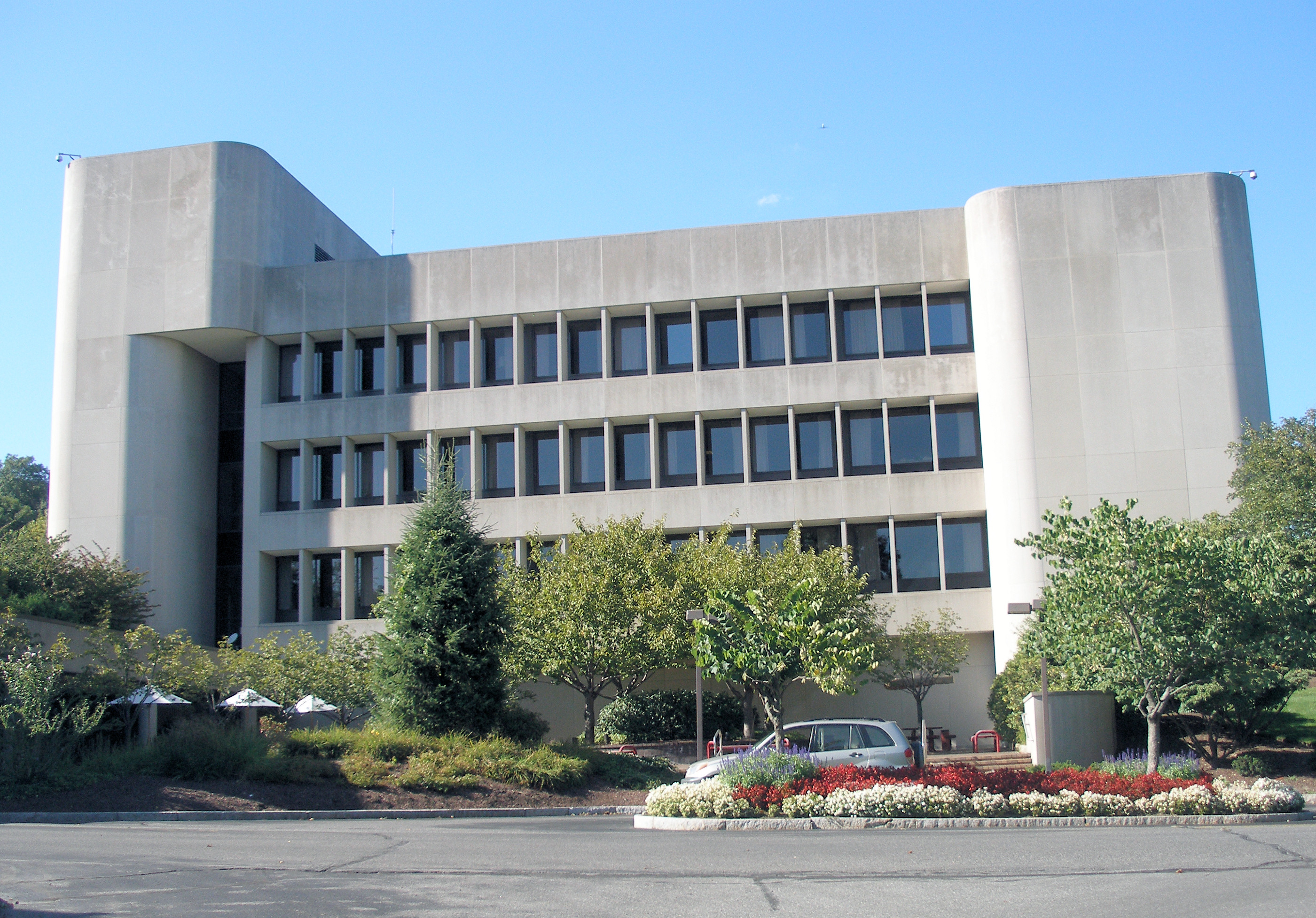
عمل ستامفورد، كونيتيكت كمقر رئيسي من عام 1969 إلى عام 2007.
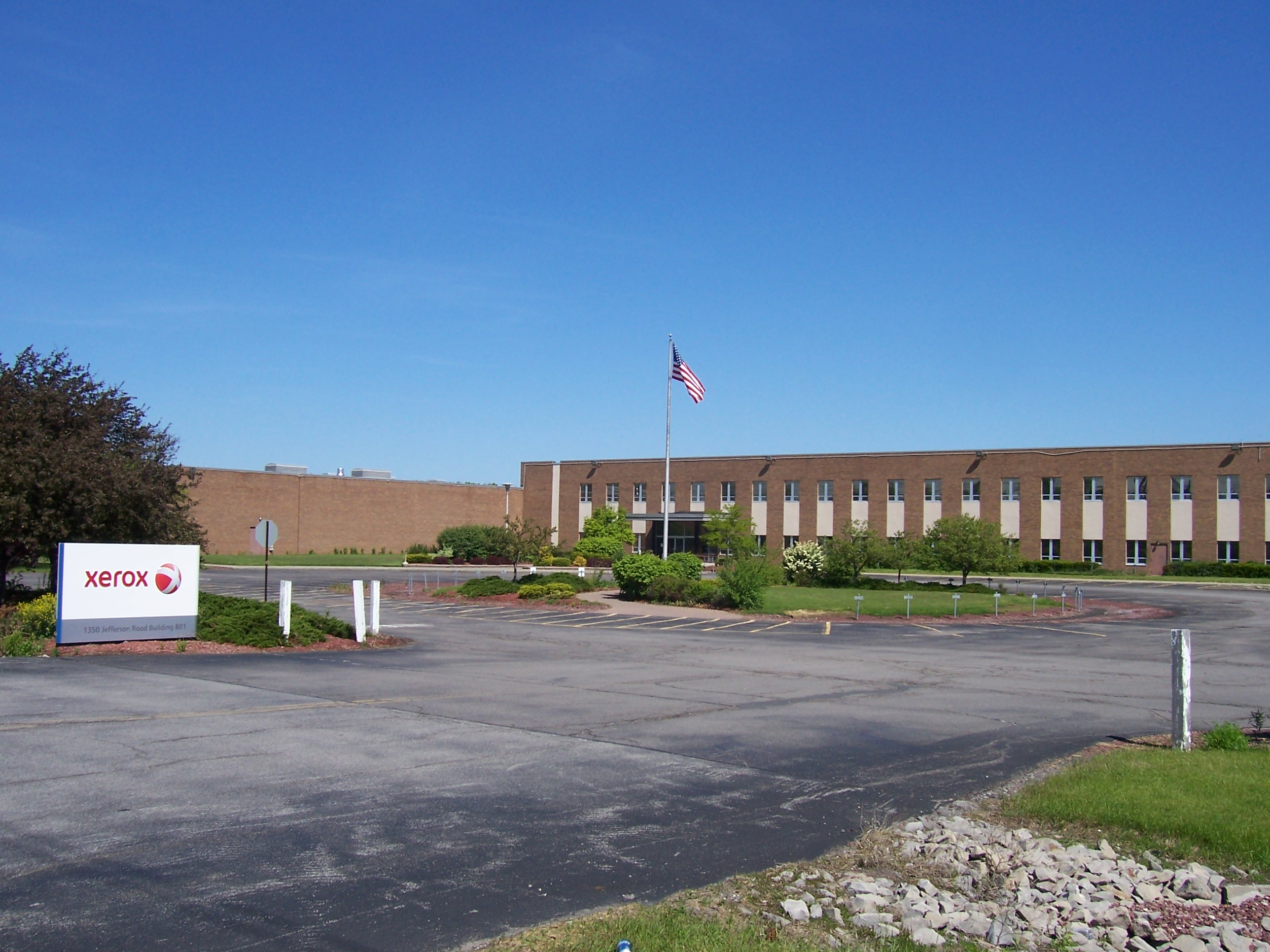
منشأة التصنيع السابقة في هنريتا، نيويورك، تم بناؤها في الستينيات وبيعت لشركة هاريس أر إف للاتصالات في عام 2010
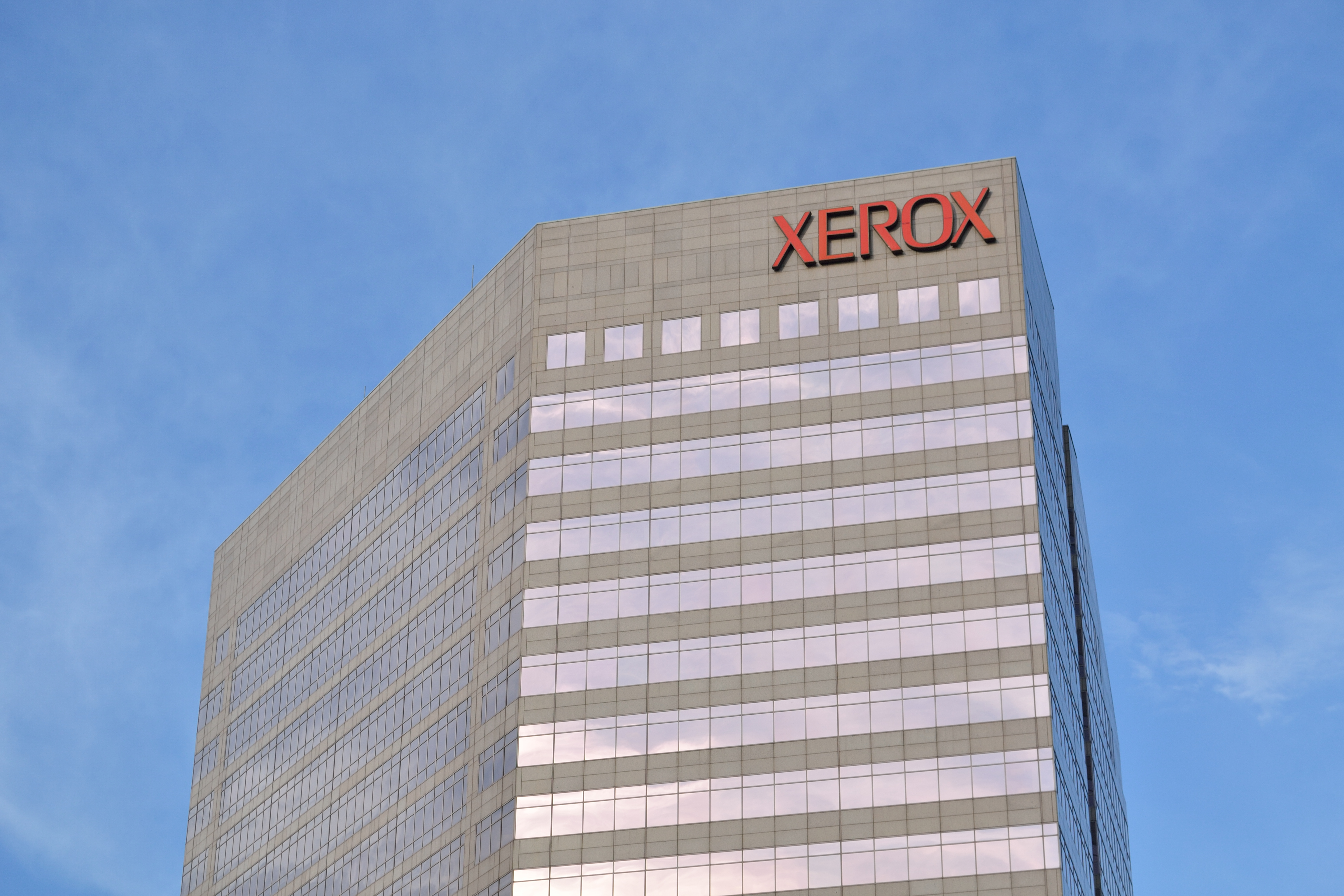
زيروكس كندا المكتب الرئيسي في مركز الحياة بأمريكا الشمالية (برج زيروكس)، نورث يورك، أونتاريو
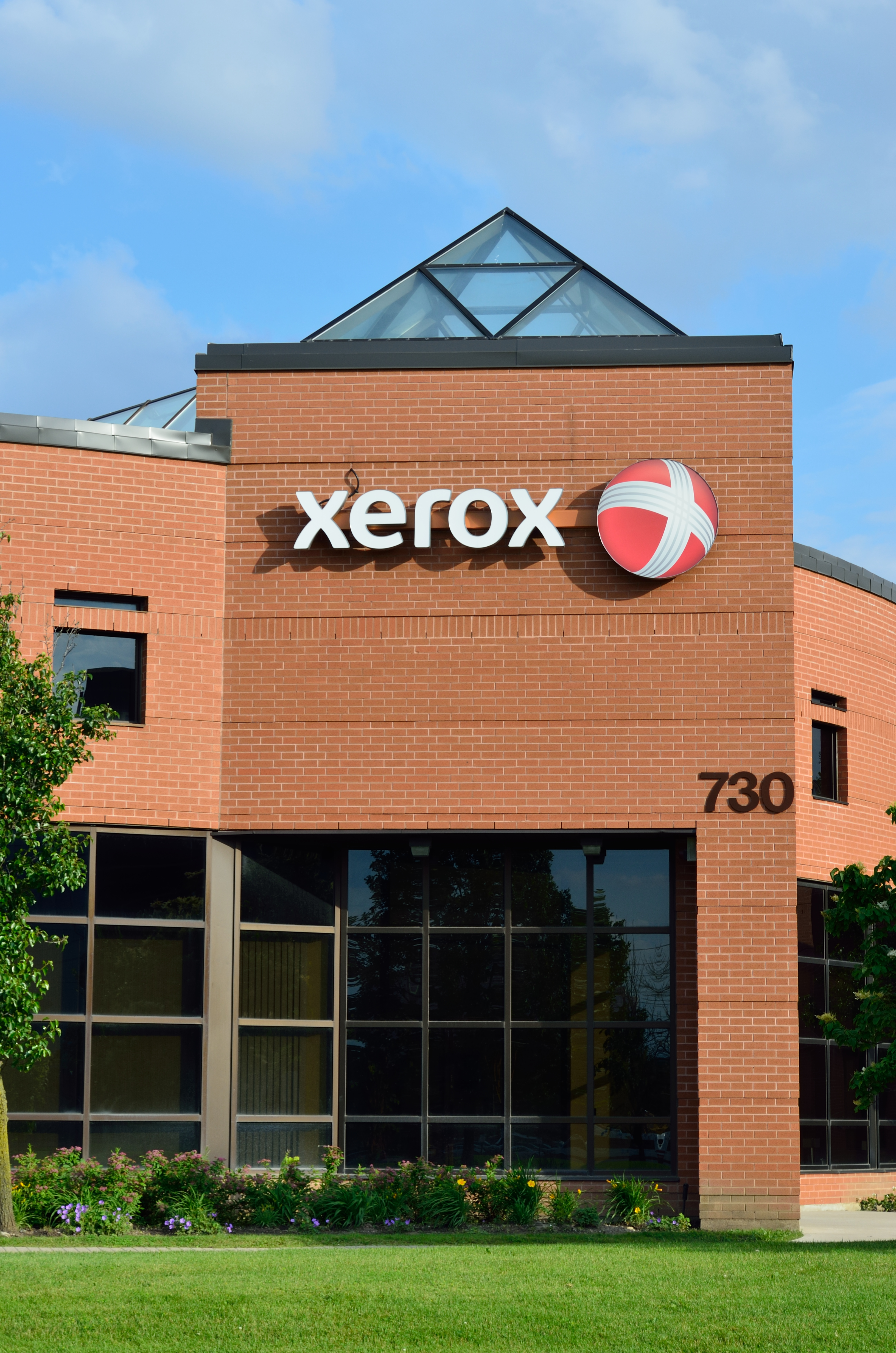
مركز تدريب زيروكس

### السبعينيات
تم تعيين أرشي مكارديل رئيسًا للشركة في عام 1971. خلال فترة عمله، قدمت زيروكس 6500، أول آلة نسخ ملونة. خلال فترة حكم مكاردل في زيروكس، أعلنت الشركة عن إيرادات وأرباح وأرباح قياسية في أعوام 1973 و1974 و1975. أصبح جون كارول داعمًا، ثم نشر الشركة لاحقًا في جميع أنحاء أمريكا الشمالية. في منتصف السبعينيات، قدمت زيروكس «نظام نسخ زيروكس 9200». تم تصميمه في الأصل ليتم بيعه لمحلات الطباعة لزيادة إنتاجيتها، وكان أسرع مرتين من 3600 ناسخة بمعدل ظهورين في الثانية (7200 في الساعة). تبعه 9400، الذي قام بإجراء الطباعة على الوجهين تلقائيًا، ثم 9500، والذي أضاف تقليل التكبير المتغير والتحكم الإلكتروني في الإضاءة / الظلام. في إعلان سوبر بول لعام 1975 عن 9200، أطلقت زيروكس حملة إعلانية تضم «الأخ دومينيك»، راهب استخدم نظام 9200 لإنقاذ عقود من النسخ اليدوي. قبل بثه، كان هناك بعض القلق من شجب الإعلان باعتباره تجديفًا. ومع ذلك، عندما تم عرض الإعلان التجاري لرئيس أساقفة نيويورك، وجده مسليًا وأعطاه مباركته. أصبح دومينيك، الذي صوره جاك إيجل، وجه زيروكس في الثمانينيات. بعد هذه السنوات من الأرباح القياسية، في عام 1975، حلت زيروكس دعوى ضد الاحتكار مع لجنة التجارة الفيدرالية الأمريكية (إف تي سي)، والتي كانت في ذلك الوقت تحت إشراف فريدريك إم شيرير. أدى مرسوم موافقة زيروكس إلى الترخيص الإجباري لمحفظة براءات الاختراع الكاملة للشركة، وخاصة للمنافسين اليابانيين. في غضون أربع سنوات من مرسوم الموافقة، انخفضت حصة زيروكس في سوق آلات النسخ في الولايات المتحدة من حوالي 100٪ إلى أقل من 14٪.
في عام 1979، اشترت زيروكس ويسترن يونيون الدولية كأساس لشبكة زيروكس للاتصالات السلكية واللاسلكية المقترحة (إكس تي إي إن) للاتصالات ذات الحلقة المحلية. ومع ذلك، بعد ثلاث سنوات، في عام 1982، قررت الشركة أن الفكرة كانت خطأ وباعت أصولها إلى إم سي أي بخسارة.

### 1980s
ديفيد تي كيرنز، المدير التنفيذي لشركة زيروكس منذ عام 1971، تولى منصب الرئيس التنفيذي في عام 1982. تم إحياء الشركة في الثمانينيات والتسعينيات من القرن الماضي، من خلال تحسين جودة التصميم وإعادة تنظيم خط إنتاجها. في محاولة للتوسع إلى ما هو أبعد من آلات النسخ، قدمت شركة زيروكس في عام 1981 مجموعة من الآلات الكاتبة للذاكرة الإلكترونية، (كاتب الذاكرة)، التي اكتسبت 20٪ من حصة السوق، معظمها على حساب شركة آي بي إم. 
في عام 1983، اشترت زيروكس كروم وفورستر، وهي شركة تأمين، وأنشأت زيروكس للخدمات المالية (إكس إف إس) في عام 1984. 
في عام 1985، باعت زيروكس جميع شركات النشر التابعة لها بما في ذلك جامعة ميكروفيلم وآر آر بوكر.

### 1990s
في عام 1990، خلف بول ألاير، المدير التنفيذي لشركة زيروكس منذ عام 1966، ديفيد كيرنز، الذي بلغ سن التقاعد الإلزامي. قام ألاير بفصل زيروكس عن صناعة الخدمات المالية. أدى تطوير آلات التصوير الرقمية في التسعينيات وتجديد مجموعة المنتجات بالكامل مرة أخرى إلى منح زيروكس الريادة التقنية على منافسيها. في عام 1990، أصدرت زيروكس دوك تيك بوروداكشن بابلشر موديل 135، مما أدى إلى الطباعة عند الطلب. كانت آلات التصوير الرقمية في الأساس طابعات ليزر متطورة مزودة بماسحات ضوئية متكاملة. وسرعان ما تمت إضافة ميزات إضافية مثل الطباعة عبر الشبكة وإرسال الفاكسات إلى العديد من الطرز، والمعروفة باسم الأجهزة متعددة الوظائف، أو أجهزة إم إف إم فقط، والتي يمكن توصيلها بشبكات الكمبيوتر. عملت زيروكس على تحويل منتجها إلى خدمة، حيث قدمت خدمة مستندات كاملة للشركات بما في ذلك التوريد والصيانة والتهيئة ودعم المستخدم. لتعزيز هذه الصورة، قدمت الشركة توقيع الشركة في عام 1994، «ذا دوكيومنت كومباني»، فوق شعارها الرئيسي وقدمت علامة X رقمية حمراء. ترمز X الرقمية إلى انتقال المستندات بين العالمين الورقي والرقمي. في أبريل 1999، خلف أليير ريتشارد ثومان، الذي تم إحضاره من شركة IBM في عام 1997 كرئيس. استقال ثومان، أول «دخيل» على رأس شركة زيروكس، في عام 2000.

### 2000s
بعد استقالة ثومان، استأنف ألاير منصب الرئيس التنفيذي مرة أخرى وخدم حتى تعيين آن إم مولكاهي، وهي شركة تنفيذية أخرى طويلة الأمد في زيروكس.قاد مالكي إلى حد كبير تحول زيروكس، الذي تم تعيينه رئيسًا في مايو 2000، والرئيس التنفيذي في أغسطس 2001 ورئيس مجلس الإدارة في يناير 2002. أطلقت خطة تحول قوية أعادت زيروكس إلى الربحية للعام بأكمله بحلول نهاية عام 2002، جنبًا إلى جنب مع تقليل الديون وزيادة السيولة والاستمرار في الاستثمار في البحث والتطوير. في عام 2000، استحوذت زيروكس على قسم الطباعة والتصوير بالألوان تكترونكس في ويلسونفيل، أوريغون، مقابل 925 مليون دولار أمريكي. وقد أدى ذلك إلى ظهور خط منتجات زيروكس فيزر الحالي بالإضافة إلى تقنية الطباعة بالحبر الصلب من زيروكس. في سبتمبر 2004، احتفلت زيروكس بالذكرى السنوية الخامسة والأربعين لجهاز زيروكس 914. تم تصنيع أكثر من 200000 وحدة حول العالم بين عامي 1959 و1976، وهو العام الذي توقف فيه إنتاج 914. اليوم، تعتبر 914 جزءًا من التاريخ الأمريكي كقطعة أثرية في مؤسسة سميثسونيان. في نوفمبر 2006، أكملت زيروكس الاستحواذ على إكس إم بي أي إي. كان إكس إم بي أي إي، وهو مزود برمجيات للتسويق عبر الوسائط والبيانات المتغيرة الفردي،  أول عملية استحواذ على زيروكس تظل كيانًا مستقلًا، كشركة زيروكس وليس قسمًا، وحتى يومنا هذا يقودها مؤسسها الأصلي جاكوب أيزيكويتز. في أكتوبر 2008، تم اختيار زيروكس كندا كواحدة من أفضل أصحاب العمل في تورنتو الكبرى من قبل شركة ميدياكورب كندا، والتي أعلنت عنها صحيفة تورنتو ستار.
في 21 مايو 2009، أُعلن أن أورسولا بيرنز ستخلف آن مولكاهي في منصب الرئيس التنفيذي لشركة زيروكس. في 1 يوليو 2009، أصبحت بيرنز أول امرأة أمريكية من أصل أفريقي ترأس شركة بحجم زيروكس. في 28 سبتمبر 2009، أعلنت زيروكس عن الاستحواذ المزمع على أفيلييتد كمبيوتر سيرفسس، وهي شركة خدمات وتعهيد، مقابل 6.4 مليار دولار. اكتملت عملية الاستحواذ في فبراير 2010. وقالت زيروكس إنها دفعت 4.935 سهمًا من زيروكس و 18.60 دولارًا نقدًا لكل سهم من شركة إيه سي إس ، بإجمالي 6.4 مليار دولار، أو 63.11 دولارًا للسهم للشركة.

### 2010s
في مايو 2011، استحوذت زيروكس على نيو فيلد أي تي مقابل مبلغ لم يكشف عنه. طورت نيو فيلد أي مجموعة أدوات أسيت دي بي التي تُستخدم على نطاق واسع في سوق خدمات الطباعة المُدارة (إم بي إس) جنبًا إلى جنب مع خدمات البرمجيات والاستشارات الرائدة في السوق إم بي إس التي تقدم تأثيرًا كبيرًا على هذا الاستحواذ الصغير نسبيًا. في ديسمبر 2013، باعت زيروكس مجموعة تصميم منتجات الحبر الصلب والهندسة والكيمياء التابعة لها ويلسونفيل، أوريغون، والأصول ذات الصلة التي تم الحصول عليها سابقًا من تيتكترونس إلى ثري دي سيستمز مقابل 32.5 مليون دولار نقدًا.
في ديسمبر 2014، باعت زيروكس أعمال تعهيد تكنولوجيا المعلومات التي استحوذت عليها في 2009 من أفيلييتد كمبيوتر سيرفسس إلى أتوس مقابل 1.05 مليار دولار. تم اتخاذ هذه الخطوة بسبب النمو البطيء نسبيًا لهذه الأعمال مقارنة ببعض وحدات زيروكس الأخرى.
في يناير 2016، أعلنت شركة زيروكس- التي ورد أنها تحت ضغط من المساهم الناشط كارل إيكان- أنها بحلول نهاية العام ستفصل وحدة خدمات الأعمال الخاصة بها، والتي تتكون إلى حد كبير من خدمات الكمبيوتر التابعة، إلى شركتها الخاصة المتداولة علنًا. لم يتم تحديد اسم الشركة الجديدة وإدارتها وقت الإعلان. سيعين إيكان ثلاثة أعضاء في مجلس إدارة الشركة الجديد، وسيختار شخصًا لتقديم المشورة بشأن بحثها عن رئيس تنفيذي. في يونيو، أعلنت الشركة أن شركة إدارة المستندات ستحتفظ باسم زيروكس وأن شركة خدمات الأعمال الجديدة ستطلق عليها كيندوند. كما أعلنت أن أشوك فيموري سيكون الرئيس التنفيذي لشركة كيندوند وأن إيكان سيسيطر على ثلاثة مقاعد في مجلس إدارة الشركة الجديد. تواصل البحث عن رئيس تنفيذي لشركة زيروكس؛ في مايو، أعلنت بيرنز عزمها على التنحي عن منصب الرئيس التنفيذي مع الاستمرار في رئاسة أعمال إدارة المستندات. في يونيو 2016، أعلنت الشركة أن جيف جاكوبسون سيصبح الرئيس التنفيذي الجديد بعد الانتهاء من الفصل المخطط للشركة. أصبح هذا ساري المفعول في يناير 2017.
في 31 يناير 2018، أعلنت شركة زيروكس أن فوجي فيلم وافقت على الاستحواذ على حصة مسيطرة بنسبة 50.1 ٪ في الشركة مقابل 6.1 مليار دولار أمريكي، والتي كان من المقرر دمجها في مشروعهم المشترك الحالي فوجي زيروكس (بقيمة 18 مليار دولار بعد الاستحواذ).
في 1 مايو 2018، أُعلن أن رئيس مجلس الإدارة روبرت كيجان والرئيس التنفيذي جيف جاكوبسون وأربعة مديرين آخرين سيستقيلون كجزء من صفقة مع المستثمرين كارل إيكان وداروين ديسون، الذين شنوا معركة بالوكالة لمعارضة صفقة فوجي فيلم. في 4 مايو، تراجعت شركة زيروكس عن الصفقة بعد أن لم يتم الوفاء بالشروط الخاصة بوقف التقاضي. رد إيكان وديسون بخطاب مفتوح للمساهمين ألقى باللوم على مجلس الإدارة والإدارة. في 13 مايو، تم التوصل إلى صفقة جديدة ألغت أيضًا صفقة فوجي فيلم.
في نوفمبر 2019، بدأت زيروكس في متابعة عملية استحواذ عدائية على شركة إتش بي. للكمبيوتر الشخصي والطابعات، معلنة عزمها على «التعامل مباشرة» مع المساهمين بعد أن رفضت إتش بي عطاءين غير مطلوبين للشركة. صرحت زيروكس في يناير 2020 أنها ستواصل استبدال لوحة إتش بي. انتقدت إتش بي عملية الشراء المقترحة باعتبارها «تبادل قيمة معيب» على أساس «أوجه التآزر المبالغ فيها»، ووضعت خطة حقوق المساهمين وغيرها من الإجراءات المصممة لقمع العطاء، الذي اعتقدت الشركة أنه تم تنسيقه بواسطة إيكان. 

### 2020s
في فبراير 2020، أعلنت شركة زيروكس عن تعيين تالي روزمان نائبًا للرئيس لأعمال زيروكس ثلاثية الأبعاد. انضمت إلى زيروكس قادمة من إن أي سي إي، حيث كانت نائبة الرئيس ورئيسة العمليات التجارية في الأمريكتين. ستقدم تقاريرها إلى سي تي أُو ناريش شانكر.
في 5 مارس، كشفت إتش بي أن مجلس إدارتها قد رفض بالإجماع عرض زيروكس للنقد والأسهم بقيمة 24 دولارًا. في 13 مارس، كشفت زيروكس أنها ستعلق حملتها للحصول على إتش بي عن طريق تأجيل العروض التقديمية الإضافية والمقابلات مع الصحافة والاجتماعات مع مساهمي إتش بي. أشار جون فيسينتين، نائب رئيس مجلس الإدارة والرئيس التنفيذي لشركة زيروكس، إلى أن جائحة COVID-19 هو السبب الرئيسي، وقال: «في ضوء تفشي جائحة Covid-19 المتصاعد، تحتاج زيروكس إلى إعطاء الأولوية لصحة وسلامة موظفيها وعملائها وشركائها والشركات التابعة لها. فوق كل الاعتبارات، بما في ذلك اقتراحها الاستحواذ على إتش بي.» في 31 مارس 2020، ألغت زيروكس عرضها بقيمة 24 دولارًا للسهم.

### مركز بالو ألتو للأبحاث

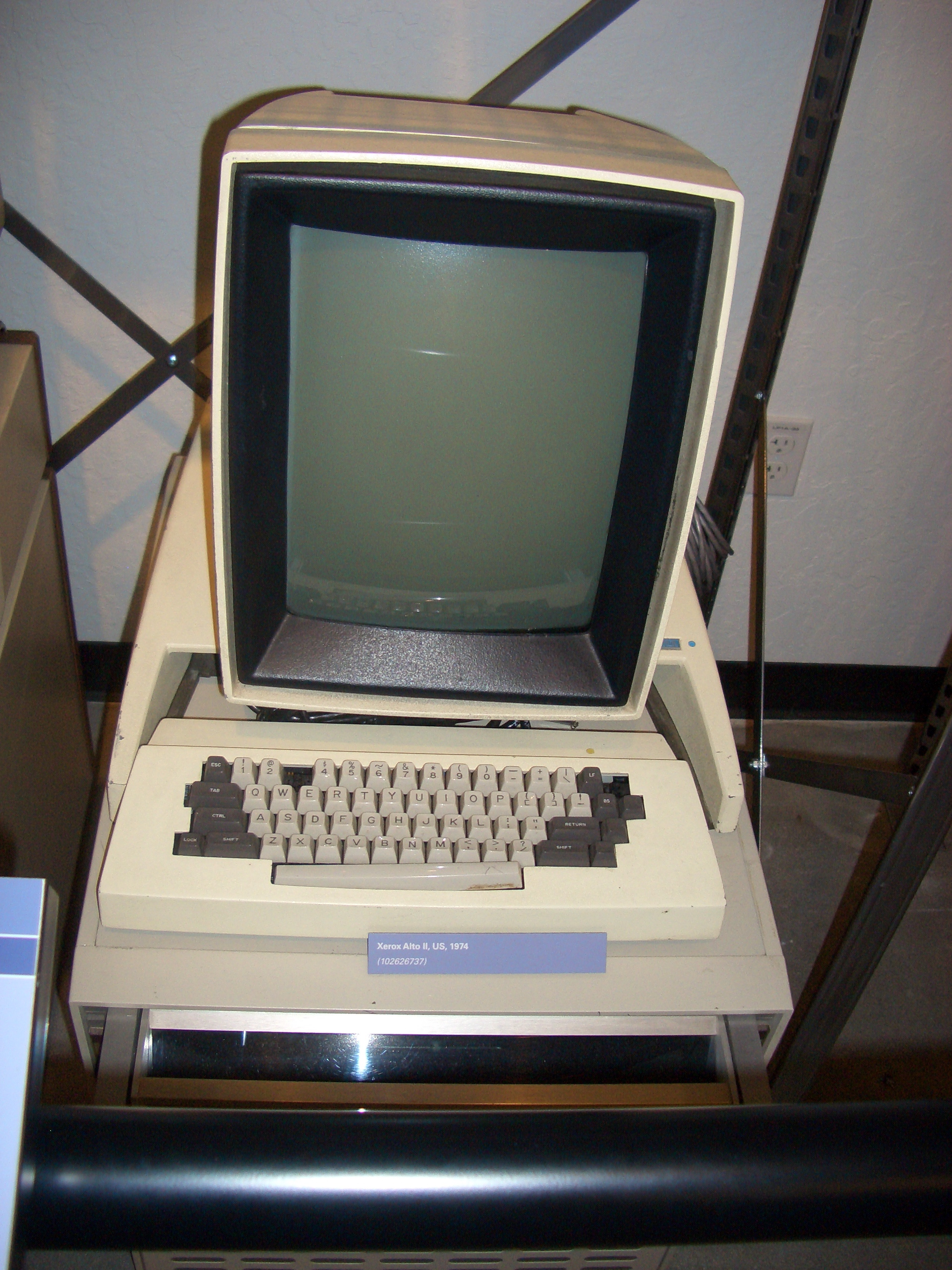
جهاز زيروكس ألتو تم تطويره في زيروكس بارك

في عام 1970، في عهد رئيس الشركة سي. بيتر ماكولو، افتتحت زيروكس مركز أبحاث زيروكس بالو ألتو المعروف باسم زيروكس بارك. طورت المنشأة العديد من تقنيات الحوسبة الحديثة مثل واجهة المستخدم الرسومية (GUI) والطباعة بالليزر ومحررات النصوص WYSIWYG والإيثرنت. من هذه الاختراعات، أنشأت زيروكس بارك جهاز زيروكس ألتو في عام 1973، وهو كمبيوتر صغير صغير يشبه محطة العمل الحديثة أو الكمبيوتر الشخصي. يمكن اعتبار هذا الجهاز أول كمبيوتر شخصي حقيقي، نظرًا لتوليفه متعدد الاستخدامات لشاشة من نوع أشعة الكاثود، وجهاز تأشير من نوع الماوس، ولوحة مفاتيح أبجدية رقمية من نوع QWERTY. ولكن لم يتم بيع ألتو تجاريًا أبدًا، حيث لم تتمكن زيروكس نفسها من رؤية إمكانات المبيعات المحتملة لها. ومع ذلك، تم تثبيته في مكاتب زيروكس الخاصة، في جميع أنحاء العالم وفي مكاتب الحكومة والجيش الأمريكيين، الذين يمكنهم رؤية الإمكانات. داخل هذه المواقع، تم توصيل محطات العمل الفردية معًا بواسطة شبكة LAN الفريدة الخاصة بشركة زيروكس، وهي شبكة إيثرنت. تم إرسال البيانات حول هذا النظام من الكابلات المحورية الثقيلة والأصفر ومنخفضة الخسارة باستخدام نظام حزم البيانات. بالإضافة إلى ذلك، طورت بارك أيضًا واحدة من أقدم مجموعات بروتوكولات الإنترنت، وهي بارك Universal Packet (PUP). في عام 1979، عقد ستيف جوبز صفقة مع قسم رأس المال الاستثماري في زيروكس: سمح لهم باستثمار مليون دولار في مقابل إلقاء نظرة على التكنولوجيا التي كانوا يعملون عليها. رأى جوبز والآخرون الإمكانات التجارية لنظام WIMP (النوافذ، الايقونات، القوائم، واجهزة التاشير) وإعادة توجيه تطوير أبل ليزا لدمج هذه التقنيات. نُقل عن جوبز قوله، «لم يكن لديهم أي فكرة عما كان لديهم». في عام 1980، دعا جوبز العديد من الباحثين الرئيسيين في بارك للانضمام إلى شركته حتى يتمكنوا من تطوير أفكارهم وتنفيذها بشكل كامل. في عام 1981، أصدرت زيروكس نظامًا مشابهًا لنظام ألتو، زيروكس ستار. كان أول نظام تجاري يدمج التقنيات التي أصبحت فيما بعد شائعة في أجهزة الكمبيوتر الشخصية، مثل العرض النقطي وواجهة المستخدم الرسومية القائمة على النوافذ والماوس وشبكات إيثرنت وخوادم الملفات وخوادم الطباعة والبريد الإلكتروني. زيروكس ستار وخليفته زيروكس ديه بريك، على الرغم من الاختراقات التكنولوجية، لم يتم بيعهما بشكل جيد بسبب سعره المرتفع، حيث تكلفان 16000 دولار لكل وحدة. المكتب النموذجي القائم على زيروكس ستار، والمزود بالشبكة والطابعات، سيكلف 100000 دولار. في منتصف الثمانينيات، فكرت شركة أبل في شراء زيروكس؛  اشترت شركة آبل بدلاً من ذلك حقوقًا في ألتو GUI وعدلتها إلى جهاز كمبيوتر شخصي بأسعار معقولة، تهدف إلى أسواق الأعمال والتعليم. تم إصدار أبل ماكنتوش في عام 1984، وكان أول كمبيوتر شخصي يروج للماوس وواجهة المستخدم الرسومية بين الجمهور. في عام 2002، تحولت بارك إلى شركة فرعية مملوكة بالكامل لشركة زيروكس.

## منتجات وخدمات

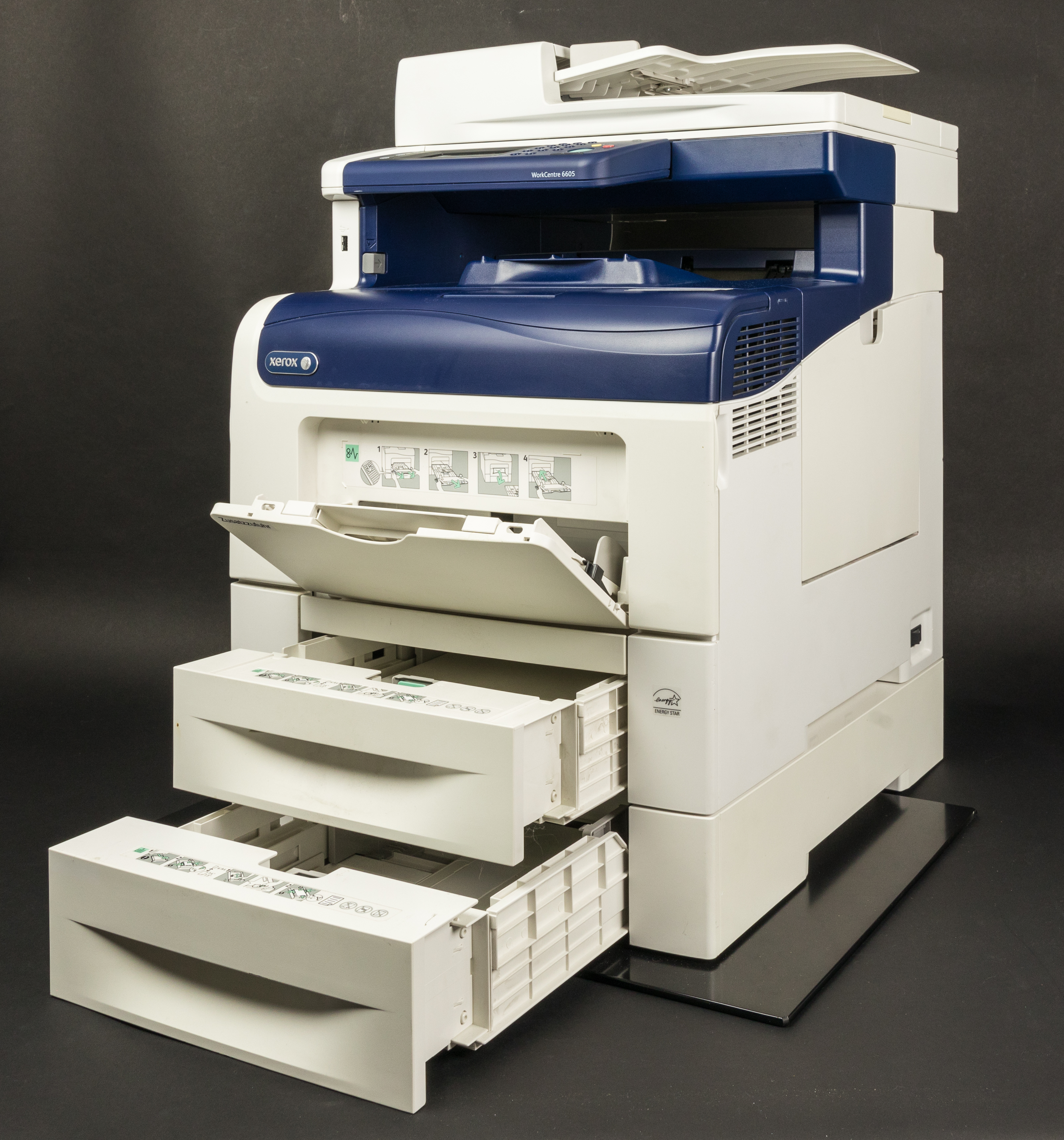
صورة لمنتوج أنتجته شركة زيروكس.

تقوم زيروكس بتصنيع وبيع مجموعة متنوعة من المعدات المكتبية بما في ذلك الماسحات الضوئية والطابعات والأنظمة متعددة الوظائف التي تقوم بالمسح الضوئي والطباعة والنسخ والبريد الإلكتروني والفاكس. تتضمن عائلات النماذج هذه مركز العمل وفيزر واللون. بالنسبة للاتصالات الرسومية وصناعات الطباعة التجارية، تشتمل مجموعة منتجات زيروكس على مكابس طباعة رقمية كبيرة الحجم وطابعات إنتاج وطابعات ذات تنسيق عريض تستخدم تقنيات الطباعة زيروغرافيكس والنافثة للحبر. تشمل المنتجات سلسلة أي غين ونوفيرا ودوكبرينت وإمبيكا، بالإضافة إلى آلات تريفور وأي برينت وريالتو (نفث الحبر).

## هيكل الشركة
على الرغم من أن زيروكس هي علامة تجارية عالمية، إلا أنها تحتفظ بمشروع مشترك، فوجي زيروكس، مع شركة التصوير الفوتوغرافي اليابانية شركة فوجي فوتو فيلم. لتطوير وإنتاج وبيع في منطقة آسيا والمحيط الهادئ. تعد شركة فوجي فوتو فيلم. حاليًا المساهم الأكبر، حيث تمتلك 75 ٪ من الأسهم. زيروكس إنديا، مودي زيروكس سابقًا، هي شركة هندية تابعة لشركة زيروكس مشتقة من مشروع مشترك بين الدكتور بوبندرا كومار مودي ورانك زيروكس في عام 1983. حصلت زيروكس على حصة الأغلبية في عام 1999 وتهدف إلى شراء باقي المساهمين.
نيو فيلد أي تي هي شركة فرعية مملوكة بالكامل لشركة زيروكس تقوم بتنفيذ ودعم برامج الجهات الخارجية لموفري خدمات إم بي إس. ترعى زيروكس الآن فريق مصنع دوكاتي في بطولة العالم للدراجات الخارقة تحت اسم «زيروكس دوكاتي».

## رتبة زيروكس
الشركة الأوروبية رتبة زيروكس، التي امتدت لاحقًا إلى آسيا وإفريقيا، مملوكة بالكامل لشركة زيروكس منذ عام 1997. تم إيقاف اسم رتبة زيروكس بعد الاستحواذ، وتمت إعادة تسمية مركز أبحاث رتبة زيروكس إلى مركز أبحاث زيروكس في أوروبا. استحوذت شركة الإنترنت الدولية نيفر على مركز أبحاث زيروكس أوروبا في يونيو 2017.

## المخالفات المحاسبية
في 31 مايو 2001، أعلنت شركة زيروكس أن مدققي حساباتها، كيه بي إم جي إل إل بي، قد صدقوا على البيانات المالية لشركة زيروكس للسنوات الثلاث المنتهية في 31 ديسمبر 2000. وتضمنت البيانات المالية بعض التصريحات. في 31 مارس 2002، أعادت زيروكس بيان بياناتها المالية التي تعكس إعادة تخصيص إيرادات مبيعات المعدات بأكثر من 2 مليار دولار. في 11 أبريل 2002، قدمت لجنة الأوراق المالية والبورصات الأمريكية شكوى ضد شركة زيروكس. زعمت الشكوى أن زيروكس خدعت الجمهور بين عامي 1997 و 2000 من خلال استخدام العديد من «المناورات المحاسبية»، كان من أهمها التغيير الذي سجلت فيه زيروكس عائدات من عقود إيجار آلة النسخ - الاعتراف بـ «البيع» عند توقيع عقد الإيجار، بدلاً من ذلك. للاعتراف بالإيرادات طوال مدة العقد. كان موضوع الخلاف هو وقت الاعتراف بالإيراد، وليس صحة الإيرادات. غيرت إعادة بيان شركة زيروكس فقط السنة التي تم فيها الاعتراف بالإيرادات. في 20 ديسمبر 2002، أفادت شركة زيروكس بأنها اكتشفت خطأ في حساب مصروفات الفوائد غير النقدية المتعلقة بأداة الدين واتفاقيات مقايضة أسعار الفائدة المرتبطة بها، مما أدى إلى انخفاض قيمة مصروفات الفائدة بعد خصم الضرائب بنحو 5 ملايين دولار. إلى 6 ملايين دولار أو أقل من 1 في المائة لكل حصة في كل من الأرباع الأربعة من عام 2001 وفي الأرباع الثلاثة الأولى من عام 2002.
ردًا على شكوى هيئة الأوراق المالية والبورصات، لم تعترف شركة زيروكس بارتكاب أي مخالفات ولم تنفها. ووافقت على دفع غرامة قدرها 10 ملايين دولار أمريكي وإعادة ذكر نتائجها المالية للسنوات 1997 حتى 2000. في 5 يونيو 2003، قام ستة من كبار المسؤولين التنفيذيين في زيروكس بتهمة الاحتيال في الأوراق المالية بتسوية مشكلاتهم مع لجنة الأوراق المالية والبورصات، ولم يعترفوا بالمخالفات أو ينفوا ارتكابها. وافقوا على دفع 22 مليون دولار كغرامات وإلغاء وفوائد. حصلت الشركة على الموافقة لتسوية دعوى الأوراق المالية في عام 2008.
في 29 يناير 2003، قدمت لجنة الأوراق المالية والبورصات شكوى ضد مدققي حسابات زيروكس،  كيه بي إم جي، مدعية أن أربعة شركاء في شركة المحاسبة «بيغ فايف» سمحوا لشركة زيروكس «بطهي الكتب» لسد «فجوة» قدرها 3 مليارات دولار في الإيرادات و1.4 مليار دولار «فجوة» في الأرباح قبل الضرائب. في أبريل 2005، استقرت كيه بي إم جي مع لجنة الأوراق المالية والبورصات بدفع غرامة قدرها 22.48 مليون دولار أمريكي. في غضون ذلك، دفعت زيروكس غرامة مدنية قدرها 10 ملايين دولار. كجزء من التسوية، كيه بي إم جي لا تعترف أو تنفي ارتكاب أي مخالفات. أثناء التسوية مع لجنة الأوراق المالية والبورصات، بدأت زيروكس في تجديد نفسها مرة أخرى. كرمز لهذا التحول، تم زيادة الحجم النسبي لكلمة «زيروكس» بما يتناسب مع «ذا دوكيومنت كومباني» في توقيع الشركة، وتم إسقاط الأخيرة تمامًا في سبتمبر 2004، جنبًا إلى جنب مع إكس الرقمي. الرقمية إكس و«ذا دوكيومنت كومباني» كانتا تستخدمهما شركة فوجي زيروكس حتى أبريل 2008.
خطأ استبدال الأحرف
في عام 2013، اكتشف عالم الكمبيوتر الألماني ديفيد كريسيل (دي) خطأً في آلة تصوير زيروكس وورك سنتر 7535. سيستبدل الجهاز الأرقام الرقمية في المستندات الممسوحة ضوئيًا، حتى عند إيقاف تشغيل التعرف الضوئي على الحروف. على سبيل المثال، يحتوي جدول التكلفة في مستند ممسوح ضوئيًا على إدخال 85.40، بدلاً من المبلغ الأصلي البالغ 65.40. بعد محاولته الفاشلة لحل هذه المشكلة بدعم عملاء زيروكس، قام بنشر النتائج التي توصل إليها على مدونته. من خلال تقديم أمثلة للصفحات التي أدت إلى حدوث الخطأ، تم التأكيد على أن هذا الخطأ قابل للتكرار على مجموعة متنوعة من زيروكس وورك سنتر وآلات نسخ زيروكس المتطورة الأخرى. كان مصدر الخطأ خطأ في تنفيذ جيه بي أي جي 2، وهو معيار لضغط الصور يستخدم مطابقة النمط لترميز الأحرف المتطابقة مرة واحدة فقط. على الرغم من أن هذا يوفر مستوى عالٍ من الضغط، إلا أنه عرضة للأخطاء في تحديد الأحرف المتشابهة. تم نشر حل بديل ممكن بواسطة كريسيل، والذي تضمن تعيين جودة الصورة من «عادي» إلى «أعلى» أو «عالي». بعد ذلك بوقت قصير، وجد أن نفس الإصلاح قد تم اقتراحه في دليل الطابعة، والذي ذكر حدوث استبدالات الأحرف في «الوضع العادي»، مما يشير إلى أن زيروكس كانت على علم بخطأ البرنامج. في استجابة زيروكس الأولية لاهتمام وسائل الإعلام المتزايد، تم وصف الخطأ على أنه نادر الحدوث وفقط عندما يتم تغيير إعدادات المصنع. بعد أن قدم كريسيل دليلًا على أن الخطأ كان يحدث أيضًا في جميع أوضاع جودة الصورة الثلاثة (العادية والعالية والعالية) بما في ذلك إعدادات المصنع الافتراضية ، قامت زيروكس بتصحيح بيانها وأصدرت تصحيحًا برمجيًا للتخلص من المشكلة. على الرغم من وجود المشكلة في بعض الحالات أيضًا في وضع الجودة الأعلى، فإن زيروكس تنصح المستخدمين بأنه يمكنهم استخدام هذا الوضع كبديل لتطبيق التصحيح.

## علامة تجارية
تُستخدم كلمة زيروكس كمرادف للنسخ (كاسم وفعل على حد سواء) في العديد من المجالات: على سبيل المثال، «لقد قمت بتجفيف المستند ووضعه على مكتبك» أو «الرجاء عمل نسخة زيروكسيد من المقالات واليد قبل أسبوع من الامتحان». على الرغم من أن كلاهما شائع ، إلا أن الشركة لا تتغاضى عن مثل هذه الاستخدامات لعلامتها التجارية، وتشعر بالقلق بشكل خاص بشأن الاستخدام المستمر لـ زيروكس كفعل لأن هذا يعرض العلامة التجارية لخطر إعلانها كلمة عامة من قبل المحاكم. تشارك الشركة في حملة إعلانية وإعلامية مستمرة لإقناع الجمهور بعدم استخدام زيروكس كفعل.
ولهذه الغاية، كتبت الشركة إلى المطبوعات التي استخدمت زيروكس كفعل، واشترت أيضًا إعلانات مطبوعة تنص على أنه «لا يمكنك» زيروكس «مستندًا، ولكن يمكنك نسخه على آلة نسخ العلامة التجارية زيروكس». تواصل شركة زيروكس حماية علامتها التجارية في معظم فئات العلامات التجارية إن لم يكن كلها. [بحاجة لمصدر] على الرغم من جهودهم، لا تزال العديد من القواميس تتضمن استخدام «زيروكس» كفعل، بما في ذلك قاموس أوكسفورد الإنجليزي. في عام 2012، أعلن مجلس الاستئناف للملكية الفكرية (أي بي أيه بي) في الهند أن مصطلح «زيروكس» مصطلح غير عام بعد «ما يقرب من 50 عامًا (1963-2009) من استمرار وجوده في السجل دون اعتراض، ومع إثبات لما يقرب من 44 عامًا من الاستخدام واضح (1965-2009)»، ولكن اعتبارًا من عام 2015، ما زال معظم الهنود يستخدمونها كمرادف للنسخ.
أعلنت الشركة أيضًا عن مخاوفها المتعلقة بالعلامات التجارية، في محاولة لإقناع الصحفيين وغيرهم بعدم استخدام «زيروكس» كفعل.

## الواجهة الرسومية
يذكر ان شركة «زيروكس» هي صاحبة فكرة الواجهة الرسومية لبرامج الحاسب وهي استبدال سطر الاوامر بمجموعة من مربعات الحوار والرسومات والتي تبناها ستيف جوبز مؤسس شركة ابل في بداية الامر قبل أن تنسخها ميكروسوفت وتسميها ويندوز (أي النوافذ) ومازال نظام الواجهة الرسومية هو المتبع إلى الآن. وفي تصريح لستيف جوبز من أكثر من عقدين قال ان زيروكس كانت لتملك أكبر صناعة للمعلوماتية في العالم لولا قرارها ببيع الفكرة لصاحب شركة ابل.

## وصلات خارجية
- الموقع الرسمي
- زيروكس على موقع الموسوعة البريطانية (الإنجليزية)
- زيروكس على موقع قاعدة بيانات برودواي على الإنترنت (الإنجليزية)